# Open Space

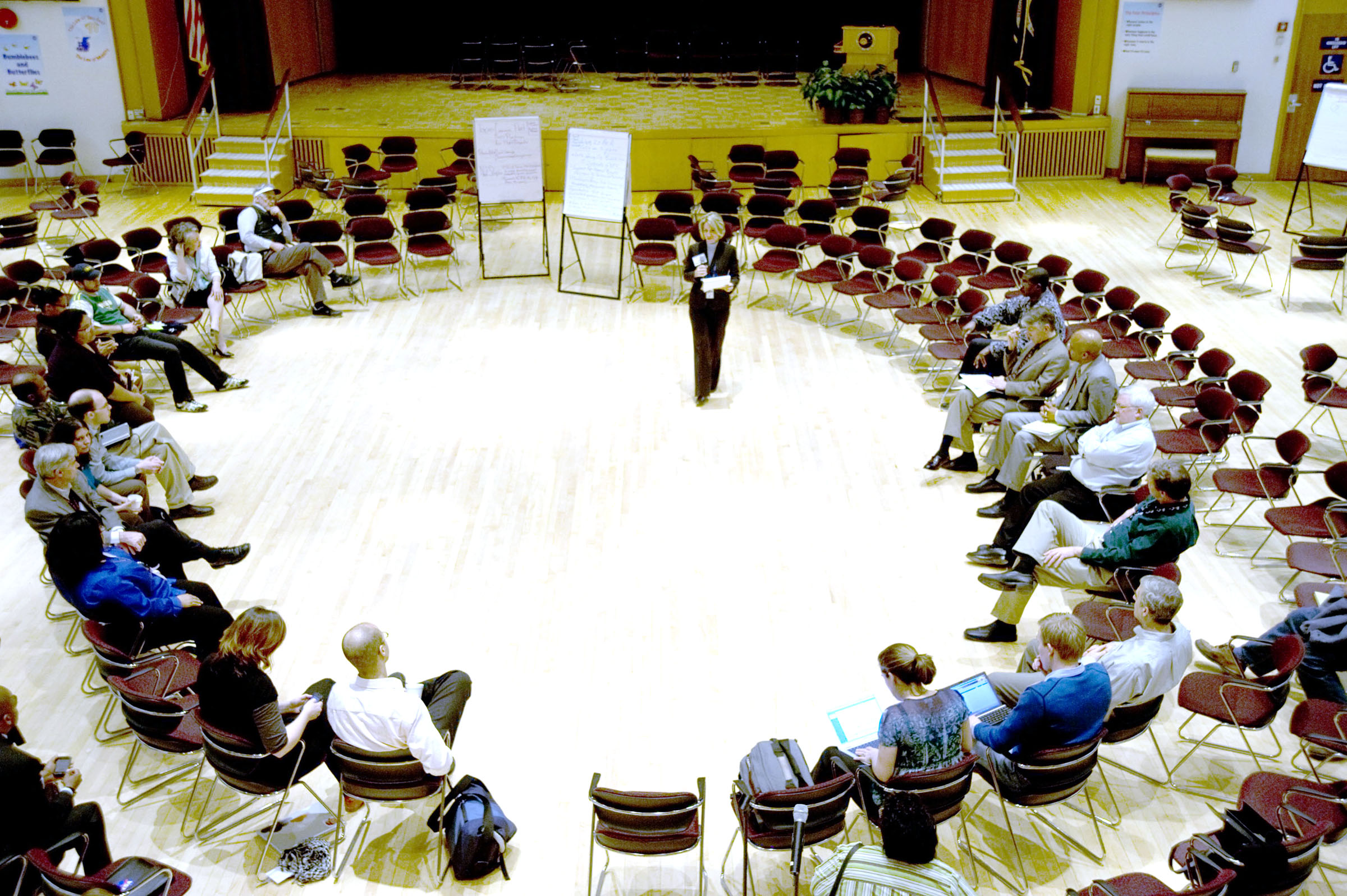
Open Space der NASA im März 2010

Open Space (Englisch für „offener Raum“) oder Open Space Technology ist eine Methode der Großgruppenmoderation zur Strukturierung von Konferenzen. Sie eignet sich für Gruppen von etwa 20 bis 2000 Teilnehmern. Charakteristisch ist die inhaltliche Offenheit: Die Teilnehmer geben eigene Themen ins Plenum und gestalten dazu je eine Arbeitsgruppe. In dieser werden mögliche Projekte erarbeitet. Die Ergebnisse werden am Schluss gesammelt. Wichtig ist eine Infrastruktur, die die Umsetzung der entstandenen Projektideen organisiert, denn Open Space kann in kurzer Zeit eine große Vielfalt von konkreten Maßnahmen produzieren.

## Geschichte
Die Open Space Technology wurde in den USA von Harrison Owen um 1985 entwickelt und ist inzwischen weltweit verbreitet. Die Website open space world map zählt Eintragungen in 125 Ländern der Erde und hunderte (auf einem Blog) eingetragene Open-Space-Begleiter. Seither sind weitere ähnliche Großgruppenmethoden entwickelt worden, wie das häufig stärker online organisierte und eher aus der Internetcommunity hervorgegangene Barcamp oder die sehr niedrigschwellige Marktplatz-Methode.
Die Gründungslegende von Open Space, so wie sie Harrison Owen immer wieder erzählt: Er habe 1983 ein Jahr lang einen Kongress für 250 Organisationsentwickler vorbereitet und durchgeführt. Am Ende der Konferenz kamen alle Beteiligten einhellig zu dem Schluss, dass der „wirklich nützliche Teil“ des im Übrigen gelungenen Treffens in den Kaffeepausen bestanden habe. Diese „Coffee-break“ Anekdote ist bis heute prägend für das Selbstverständnis von Open Space. Im Versuch, diese Erkenntnis zu systematisieren, um Grundmechanismen von Meetings zu ergründen, erinnerte sich Owen an ein alle vier Jahre stattfindendes Initiationsfest in Balamah, Nigeria: „Soweit ich es beurteilen konnte, gab es nichts, das in irgendeiner Weise mit einem Planungskomitee zu vergleichen gewesen wäre, weder während der Feierlichkeiten noch davor. Trotzdem gelang es den 500 Dorfbewohnern, diese viertägige Veranstaltung auf höchst geordnete, zufriedenstellende und, wie ich sagen muß, höchst vergnügliche Weise zu organisieren. Wie war das möglich?“

## Ziel, Methode, Regeln
Ziel ist, in kurzer Zeit mit einer großen Zahl von Menschen zu einem umfassenderen Thema wesentliche Teilthemen innovativ und lösungsorientiert zu bearbeiten und eine Aufbruchstimmung zu erzeugen (oder zu nutzen). Je nach Zielsetzung und Durchführungsvariation kann am Ende der Open-Space-Veranstaltung eine Handlungsplanung stehen, in der sich Teilnehmer zur Umsetzung von Ideen aus den Arbeitsgruppen verabreden.
Diese Handlungsplanung kann auch sehr konkret erfolgen. Das Ergebnis des Open Space kann z. B. eine Checkliste zur sofortigen Umsetzung sein.
Methode
Open Space schafft einen stabilen methodischen Rahmen, in dem viele Menschen selbstorganisiert und selbstverantwortlich ihre Anliegen gemeinschaftlich bearbeiten können. Es gibt keine vorgegebenen einzelnen Themen. Jeder kann ein Anliegen, das ihm besonders am Herzen liegt, vorantreiben. Das können komplexe und dringliche gemeinsame, aber auch persönliche Fragen und Themen sein. Sie werden erst zu Beginn der Veranstaltung formuliert. Auch Konflikte können bearbeitet werden. So entsteht ein großer „Themen-Marktplatz“, auf dem sich die Teilnehmer zu Themengruppen zusammenschließen. Die Methode ermöglicht, wenn sie richtig durchgeführt wird, eine breite Beteiligung, erzeugt gegenseitiges Verständnis und Energie für die Umsetzung der gemeinsam erarbeiteten Ideen.
Regeln
Im Open Space gibt es vier Prinzipien (eigentlich eher Beobachtungen, wie sich die Welt zeigt)
- Wer auch immer kommt, es sind die richtigen Leute – einer oder 25 ist egal, und jeder ist wichtig und motiviert.
- Was auch immer geschieht, es ist das Einzige, was geschehen konnte – Ungeplantes und Unerwartetes ist oft kreativ und nützlich.
- Es beginnt, wenn die Zeit reif ist – wichtig ist die Energie (nicht die Pünktlichkeit).
- Vorbei ist vorbei – Nicht vorbei ist Nicht-vorbei – wenn die Energie zu Ende ist, ist die Zeit um.

und ein Gesetz:
- Gesetz der zwei Füße – als Ausdruck der Freiheit und Selbstverantwortung: Der Teilnehmer bleibt nur so lange in einer Gruppe, wie er es für sinnvoll erachtet, also solange er etwas lernen und/oder beitragen kann.

Hummeln und Schmetterlinge
Wenn Menschen das Gesetz der zwei Füße anwenden, zeigen sie manchmal Verhaltensweisen, die metaphorisch mit den Begriffen „Hummeln“ und „Schmetterlingen“ ausgedrückt werden: „Hummeln“ bewegen sich von Workshop zu Workshop wie Hummeln von Blüte zu Blüte und befruchten die Workshops wechselseitig.
„Schmetterlinge“ sind Anziehungspunkt für Andere.
Stellenweise werden in Open-Space-Konferenzen auch andere metaphorische Begriffe verwendet, z. B. „Gesetz der Anziehungskräfte“, „Kometen“ und „Meteore“: „Kometen“ ziehen ihre Bahnen über mehreren Gruppen und verbinden so die Gedanken aller, „Meteore“ tauchen plötzlich auf und hinterlassen dabei ihre Ideen wie Leuchtspuren am Himmel.

## Themen
Open Space steht immer unter einem Generalthema. Geeignete Themen haben eine oder mehrere der folgenden Eigenschaften:
- Dringend – es brennt den Teilnehmenden auf den Nägeln, es betrifft sie/geht sie an/berührt sie, und die Lösung hätte gestern bereits vorliegen sollen
- Offene Fragestellung – Niemand hat die Lösung.
- Komplex und tendenziell konfliktträchtig – es gibt viele verschiedene Ideen und Wege.
- Wichtig – von zentraler Bedeutung für die Zukunft des Systems
- Gruppe ist divers – die Teilnehmerschaft ist ein Spiegelbild des ganzen Systems.

Mögliche Themen sind beispielsweise: Stadtteilentwicklung, drohende Werksschließung, Probleme mit der Produktqualität, Entwicklung eines Bildungsprogrammes, Fusion zweier Firmen, Projektentwicklung, Konzept für Großbauten, Kirchenentwicklung, Umstrukturierung usw.

## Teilnehmer, Dauer
Bei Open Space gibt es nicht den richtigen oder falschen Teilnehmer. Jeder ist willkommen, der oder die sich direkt betroffen und motiviert fühlt, etwas verändern zu wollen. Es sollen möglichst unterschiedliche Menschen eingeladen werden (Berufsgruppen, Verantwortungsbereiche, Alter, aber auch Kunden, Nachbarn etc.), darunter die wesentlichen Meinungsmacher und Multiplikatoren.
Ein „Open-Space-Technology-Meeting“ dauert zwei bis drei Tage, die „klassische Form“ zweieinhalb Tage. Je nach Themenstellung kann auch eine verkürzte Variante von nur einem Tag erfolgreich sein. Dauert ein Open Space mehrere Tage, dient der letzte halbe Tag der Auswertung und ggf. der Handlungsplanung. Oft werden bereits auf der Tagung Arbeitsgruppen zur Umsetzung zusammengestellt und erste Schritte vereinbart.

## Steuerkreis und Moderation
Der Steuerkreis ist verantwortlich für die Formulierung von Zielen und Gesamtthema, für die Einladung der Teilnehmer, für die Organisation (Räume, Materialien, Essen, Dokumentation). Die Moderation übernimmt die Gesamtmoderation der Veranstaltung.
Der Steuerkreis setzt sich zusammen aus dem verantwortlichen Initiator, den wichtigsten Entscheidungsträgern und der Moderation. Er wird unterstützt von einem Organisations-Team.
Initiator und Steuerkreis unterstützen die Teilnehmer bei der Umsetzung ihrer Vorhaben.

## Ungewöhnliches
Trotz der (i. d. R.) dreitägigen Dauer gibt es:
- keine typische Tagesordnung
- keine vorbestimmten Redner
- keine festgelegten Aufgaben

Dafür gibt es ein ständig zugängliches Pausenbuffet mit Fingerfood (Nüsse, Obst, Gemüse und Dips, Kaffee, Tee, Wasser und Saft), das sich über Mittag in ein Lunchbuffet verwandelt, um die größtmögliche Flexibilität für die Teilnehmenden in ihrer Tagesgestaltung zu gewährleisten.

## Ablauf Schritt für Schritt
1. Zu Beginn sitzen alle Teilnehmer in einem Kreis. Der Veranstalter begrüßt die Teilnehmer und erklärt Ziele, Grenzen und Ressourcen bei der Umsetzung.
2. Der Begleiter führt in Thema und Verfahren ein und „öffnet den Raum“. Dabei geht er im Innenkreis herum und ist für alle präsent und sichtbar.
3. Inhalte und Organisation ergeben sich aus den Anliegen der Teilnehmenden. Alle können ein Anliegen einbringen. Anliegen sind Themen, die „unter den Nägeln brennen“ und für die jemand Verantwortung übernehmen will.
4. An einer großen Packpapier-Wand werden die Anliegen den Zeiten und verfügbaren Arbeitsräumen zugeordnet („Anliegenwand“).
5. In der Marktphase wird über Anfangszeiten und Räume verhandelt, und jeder trägt sich bei jenen Themen ein, die ihn interessieren.
6. Gruppenarbeitsphase: Die Teilnehmenden arbeiten in dieser Zeit selbstorganisiert, geleitet vom Gesetz der zwei Füße und den Grundsätzen des Verfahrens. Die „Einladenden“ der Arbeitsgruppen werden gebeten, die Ergebnisse der Gruppenarbeit zu dokumentieren, damit sie auch den anderen Teilnehmenden zur Verfügung gestellt werden können.
7. An der Dokumentationswand werden die Ergebnisse aus den Gruppenarbeitsphasen zeitnah für jeden sichtbar aufgehängt.
8. Abend- und Morgennachrichten
9. Auswertung und Planung der Umsetzung
10. Abschlussrunde (häufig mit dem Redestab-Ritual)
11. den „Raum schließen“

In der verkürzten Durchführungsvariation von nur einem Tag entfallen die Abend- und Morgennachrichten.
Auswertung und Umsetzung
Mit der Schlussrunde ist der Kern eines Open Space im Grunde beendet. Je nach Organisations- und Abhängigkeitsgrad der Teilnehmer untereinander haben sich in der Vergangenheit unterschiedliche Möglichkeiten herausgeschält, die Ergebnisse auch anderen sichtbar zu machen oder gar weitere Projektschritte gemeinschaftlich zu entwickeln. Für Open Spaces zu privaten Themen, beispielsweise zu Fragen der Kindeserziehung, in denen es im Grunde einfach nur um Erfahrungsaustausch ging, ist das nicht notwendig. Ansonsten protokollieren die Einberufer die wichtigsten Punkte ihrer Ergebnisse. Das Begleitteam hängt die Protokolle an der Dokumentations-Wand aus. Das ermöglicht allen Teilnehmenden, sich zu jeder Zeit einen Überblick über die Zwischenergebnisse zu verschaffen. Die Protokolle werden als Kopien oder elektronisches Dokument für jeden Teilnehmer zur Verfügung gestellt.
Der letzte halbe Tag dient der Auswertung und Planung der Umsetzung.
- Jeder Teilnehmer erhält bereits am Vorabend die Konferenzdokumentation mit Kopien aller Berichte der Arbeitsgruppen.
- Die Ergebnisse werden zu Themenblöcken zusammengeführt und von den Teilnehmern nach ihrer Bedeutung priorisiert (siehe Moderation).
- Die Topthemen werden noch einmal aufgegriffen und zu Verabredungen oder Maßnahmenplänen konkretisiert.
- In der Abschlussrunde berichtet jeder Teilnehmer, was ihn in den vergangenen Tagen besonders beeindruckt hat.

Der Erfolg einer Open-Space-Konferenz steht und fällt mit der Umsetzung der entstandenen Ideen. Oft sind die Teilnehmer danach so stark motiviert, dass von selbst die vielfältigsten Aktivitäten entstehen. Die Umsetzung muss aber immer unterstützt und begleitet werden. Dafür ist der Steuerkreis zuständig. Regelmäßig wird geprüft, welche Projekte welche Unterstützung benötigen. In Unternehmen muss das Management die benötigten Ressourcen für die Umsetzung bereitstellen (Arbeitszeit, Geld, Handlungsspielraum etc.). Bei komplexeren Themen müssen feste Projektteams gebildet oder Gruppen weiter aufgeteilt werden.

## Gelingen, Stärken und Gefahren
Gelingen – Voraussetzungen, Bedingungen
- Es gibt einen ausführlichen Vorbereitungsprozess, an dem Stellvertreter aller relevanten Beteiligtengruppen teilgenommen haben.
- Die Teilnehmenden repräsentieren das System derjenigen, die betroffen sind und zur Lösung beitragen können.
- Das Thema ist für die Teilnehmer relevant.
- Die Lösung wird dringend gebraucht und ist noch nicht bekannt.
- Das Thema hat viele Facetten und es erscheint daher sinnvoll, zu seiner Bearbeitung möglichst viele Perspektiven einzubeziehen.
- Die Teilnehmer vertrauen darauf, dass nach dem Open Space Willen und Ressourcen zur Umsetzung der erarbeiteten Vorhaben vorhanden sind.
- Die Teilnahme ist freiwillig.

Stärken
- Komplexe Themen werden von vielen Menschen in sehr kurzer Zeit umfassend bearbeitet.
- Viele Leute sind bereit, sich für eine Sache nachhaltig zu engagieren.
- Fördert viele Ideen für Maßnahmen und die Motivation für Gruppen, diese dann auch umzusetzen.
- Wirkt immer gemeinschaftsbildend – man lernt sich neu und näher kennen, als dies zuvor im Arbeitsalltag möglich war.
- Zum Schluss liegt eine Dokumentation aller bearbeiteten Themen für alle Teilnehmer bereit, als Basis für die weitere Zusammenarbeit.

Gefahren
- Wenn die Organisation die notwendigen Ressourcen zur Umsetzung der Ergebnisse nicht bereitstellen kann, schadet eine Open-Space-Veranstaltung – ungeachtet der Qualität der Ergebnisse auf dem Treffen. Motivation wandelt sich in Frustration.
- Gruppen sprechen heikle Themen eventuell gar nicht oder nicht offen an, wenn die Teilnehmenden an dem Willen des Einladenden zweifeln, Verabredungen einzuhalten oder Ergebnisse umzusetzen.
- Das Thema des Open Space trifft nicht den „Nerv“ der Teilnehmenden.
- Bei erzwungener Teilnahme besteht die Gefahr, dass die Arbeitsgruppen nicht konstruktiv arbeiten.

## Virtuelle Zusammenarbeit
Teams von Projekten, die auch über größere Entfernungen hinweg auf der Grundlage der Open-Space-Philosophie weiterarbeiten wollen, können OpenSpace-Online(r) Internet-Konferenzen veranstalten.

## Barcamps
Barcamps, eine Form der Großgruppenmoderation, haben Ähnlichkeiten mit Open Space, sind aber lockerer organisiert – in Vorträgen und Diskussionsrunden, in sogenannten Grids (Stundenplänen), durch die Teilnehmer selbst koordiniert. Dabei sind alle Teilnehmer aufgefordert, selbst einen Vortrag zu halten oder zu organisieren.

„Das BarCamp ist ... eine Tochter von Open Space, es gibt viele Gemeinsamkeiten aber einige wichtige Unterschiede.
Das Prinzip des BarCamp: Geben und Nehmen. Jede teilnehmende Person ist aufgefordert ein „Geschenk“ in Form eines Beitrages (Präsentation, Vortrag, Beispiel) zur Veranstaltung mitzubringen.
Das Prinzip von Open Space: Gemeinsam g’scheiter werden bzw. gemeinsam Handlungen planen. Jede Person ist eingeladen im Rahmen des Dachthemas (Fokus) der Veranstaltung Anliegen und brennende Fragen einzubringen. Falls gewünscht, können die dokumentierten Diskussionsergebnisse im Rahmen des sog. Konvergenzprozesses in der Endphase des Open Space gewichtet und in einen Maßnahmenplan gebracht werden.“